# Temporada 2024-25 del fútbol en Andorra
La Temporada 2024-25 del fútbol andorrano abarcó todas las actividades relativas a campeonatos de fútbol, nacionales e internacionales, disputados por clubes andorranos y por las selecciones nacionales de este país en sus diversas categorías.

## Torneos locales
| Nivel | Torneo              | Campeonato      | Campeón               |
| ----- | ------------------- | --------------- | --------------------- |
| 1     | Primera Divisió     | Edición 2024-25 | Inter Club d'Escaldes |
| 2     | Segona Divisió      | Edición 2024-25 | Carroi                |
| -     | Copa Constitució    | Edición 2025    | Inter Club d'Escaldes |
| -     | Supercopa andorrana | Edición 2024    | UE Santa Coloma       |

## Torneos internacionales

### Liga de Campeones de la UEFA
| Equipo          | Fase                         | Pts. | PJ | PG | PE | PP | GF | GC | Dif. | Rend. | Notas.                       |
| --------------- | ---------------------------- | ---- | -- | -- | -- | -- | -- | -- | ---- | ----- | ---------------------------- |
| UE Santa Coloma | Primera ronda clasificatoria | 3    | 4  | 1  | 0  | 3  | 3  | 7  | -4   | 25,0% | Eliminado por el Midtjylland |

### Liga Europa de la UEFA
| Equipo          | Fase                         | Pts. | PJ | PG | PE | PP | GF | GC | Dif. | Rend. | Notas.               |
| --------------- | ---------------------------- | ---- | -- | -- | -- | -- | -- | -- | ---- | ----- | -------------------- |
| UE Santa Coloma | Primera ronda clasificatoria | 0    | 2  | 0  | 0  | 2  | 0  | 9  | -9   | 0,0%  | Eliminado por el RFS |

### Liga Europa Conferencia de la UEFA
| Equipo                  | Fase                         | Pts. | PJ | PG | PE | PP | GF | GC | Dif. | Rend. | Notas.                              |
| ----------------------- | ---------------------------- | ---- | -- | -- | -- | -- | -- | -- | ---- | ----- | ----------------------------------- |
| Inter Club d'Escaldes   | Segunda ronda clasificatoria | 4    | 4  | 1  | 1  | 2  | 9  | 10 | -1   | 33,3% | Eliminado por el AEK                |
| UE Santa Coloma         | Cuarta ronda clasificatoria  | 1    | 2  | 0  | 1  | 1  | 0  | 5  | -5   | 16,6% | Eliminado por el Víkingur Reykjavík |
| Atlètic Club d'Escaldes | Primera ronda clasificatoria | 0    | 2  | 0  | 0  | 2  | 0  | 3  | -3   | 0,0%  | Eliminado por el F91 Dudelange      |

## Selecciones nacionales

### Selección absoluta masculina
| Fecha      | Ciudad           | Competición                                        | Racha | Local     |                      | Resultado |                       | Visitante  |
| ---------- | ---------------- | -------------------------------------------------- | ----- | --------- | -------------------- | --------- | --------------------- | ---------- |
| 4/9/2024   | Gibraltar        | Partido amistoso                                   | No    | Gibraltar | Bandera de Gibraltar | 1:0       | Bandera de Andorra    | Andorra    |
| 10/9/2024  | Andorra la Vieja | Liga de las Naciones de la UEFA 2024-25            | No    | Andorra   | Bandera de Andorra   | 0:1       | Bandera de Malta      | Malta      |
| 10/10/2024 | Chisináu         | Liga de las Naciones de la UEFA 2024-25            | No    | Moldavia  | Bandera de Moldavia  | 2:0       | Bandera de Andorra    | Andorra    |
| 13/10/2024 | Andorra la Vieja | Partido amistoso                                   | Sí    | Andorra   | Bandera de Andorra   | 2:0       | Bandera de San Marino | San Marino |
| 16/11/2024 | Andorra la Vieja | Liga de las Naciones de la UEFA 2024-25            | No    | Andorra   | Bandera de Andorra   | 0:1       | Bandera de Moldavia   | Moldavia   |
| 19/11/2024 | Ta Qali          | Liga de Naciones de la UEFA 2024-25                |       | Malta     | Bandera de Malta     | 0:0       | Bandera de Andorra    | Andorra    |
| 21/3/2025  | Andorra la Vieja | Clasificación de UEFA para la Copa Mundial de 2026 | No    | Andorra   | Bandera de Andorra   | 0:1       | Bandera de Letonia    | Letonia    |
| 24/3/2025  | Tirana           | Clasificación de UEFA para la Copa Mundial de 2026 | No    | Albania   | Bandera de Albania   | 3:0       | Bandera de Andorra    | Andorra    |
| 7/6/2025   | Barcelona        | Clasificación de UEFA para la Copa Mundial de 2026 | No    | Andorra   | Bandera de Andorra   | 0:1       | Bandera de Inglaterra | Inglaterra |
| 10/6/2025  | Leskovac         | Clasificación de UEFA para la Copa Mundial de 2026 | No    | Serbia    | Bandera de Serbia    | 3:0       | Bandera de Andorra    | Andorra    |

### Selección sub-17
| Fecha      | Ciudad             | Competición                                                | Racha | Local           |                            | Resultado |                        | Visitante   |
| ---------- | ------------------ | ---------------------------------------------------------- | ----- | --------------- | -------------------------- | --------- | ---------------------- | ----------- |
| 9/10/2024  | Fráncfort del Meno | Clasificación al Campeonato Europeo Sub-17 de la UEFA 2025 | No    | Alemania        | Bandera de Alemania        | 4:0       | Bandera de Andorra     | Andorra     |
| 12/10/2024 | Fráncfort del Meno | Clasificación al Campeonato Europeo Sub-17 de la UEFA 2025 | No    | República Checa | Bandera de República Checa | 8:0       | Bandera de Andorra     | Andorra     |
| 15/10/2024 | Kelsterbach        | Clasificación al Campeonato Europeo Sub-17 de la UEFA 2025 | No    | Andorra         | Bandera de Andorra         | 1:3       | Bandera de Bielorrusia | Bielorrusia |
| 7/3/2025   | Sotira             | Clasificación al Campeonato Europeo Sub-17 de la UEFA 2025 |       | Kosovo          | Bandera de Kosovo          | 0:0       | Bandera de Andorra     | Andorra     |
| 10/3/2025  | Achna              | Clasificación al Campeonato Europeo Sub-17 de la UEFA 2025 | No    | Chipre          | Bandera de Chipre          | 1:0       | Bandera de Andorra     | Andorra     |
| 13/3/2025  | Sotira             | Clasificación al Campeonato Europeo Sub-17 de la UEFA 2025 | Sí    | Moldavia        | Bandera de Moldavia        | 0:1       | Bandera de Andorra     | Andorra     |

### Selección sub-19
| Fecha      | Ciudad           | Competición                                                       | Racha | Local   |                    | Resultado |                     | Visitante |
| ---------- | ---------------- | ----------------------------------------------------------------- | ----- | ------- | ------------------ | --------- | ------------------- | --------- |
| 12/11/2024 | Andorra la Vieja | Clasificación para el Campeonato de Europa Sub-19 de la UEFA 2025 | No    | Andorra | Bandera de Andorra | 0:2       | Bandera de Alemania | Alemania  |
| 15/11/2024 | Andorra la Vieja | Clasificación para el Campeonato de Europa Sub-19 de la UEFA 2025 | No    | Andorra | Bandera de Andorra | 0:1       | Bandera de Hungría  | Hungría   |
| 18/11/2024 | Andorra la Vieja | Clasificación para el Campeonato de Europa Sub-19 de la UEFA 2025 | No    | Andorra | Bandera de Andorra | 0:1       | Bandera de Chipre   | Chipre    |

### Selección sub-21
| Fecha      | Ciudad           | Competición                                   | Racha | Local      |                       | Resultado |                     | Visitante |
| ---------- | ---------------- | --------------------------------------------- | ----- | ---------- | --------------------- | --------- | ------------------- | --------- |
| 11/10/2024 | Koprivnica       | Clasificación para la Eurocopa Sub-21 de 2025 | No    | Croacia    | Bandera de Croacia    | 2:0       | Bandera de Andorra  | Andorra   |
| 15/10/2024 | Andorra la Vieja | Clasificación para la Eurocopa Sub-21 de 2025 | No    | Andorra    | Bandera de Andorra    | 1:2       | Bandera de Portugal | Portugal  |
| 20/3/2025  | Oliva            | Partido amistoso                              | No    | Gales      | Bandera de Gales      | 1:0       | Bandera de Andorra  | Andorra   |
| 23/3/2025  | Oliva            | Partido amistoso                              | No    | Bélgica    | Bandera de Bélgica    | 4:0       | Bandera de Andorra  | Andorra   |
| 5/6/2025   | Astaná           | Clasificación para la Eurocopa Sub-21 de 2027 | No    | Kazajistán | Bandera de Kazajistán | 1:0       | Bandera de Andorra  | Andorra   |
| 10/6/2025  | Nisporeni        | Clasificación para la Eurocopa Sub-21 de 2027 | No    | Moldavia   | Bandera de Moldavia   | 3:0       | Bandera de Andorra  | Andorra   |

### Selección absoluta femenina
| Fecha      | Ciudad           | Competición                         | Racha | Local     |                      | Resultado |                        | Visitante   |
| ---------- | ---------------- | ----------------------------------- | ----- | --------- | -------------------- | --------- | ---------------------- | ----------- |
| 4/6/2024   | Andorra la Vieja | Clasificación para la Eurocopa 2025 | No    | Andorra   | Bandera de Andorra   | 1:5       | Bandera de Montenegro  | Montenegro  |
| 12/7/2024  | Heraclión        | Clasificación para la Eurocopa 2025 | No    | Grecia    | Bandera de Grecia    | 6:0       | Bandera de Andorra     | Andorra     |
| 16/7/2024  | Andorra la Vieja | Clasificación para la Eurocopa 2025 | No    | Andorra   | Bandera de Andorra   | 0:4       | Bandera de Islas Feroe | Islas Feroe |
| 23/10/2024 | Gibraltar        | Amistoso                            | Sí    | Gibraltar | Bandera de Gibraltar | 1:4       | Bandera de Andorra     | Andorra     |
| 26/10/2024 | Gibraltar        | Amistoso                            | Sí    | Gibraltar | Bandera de Gibraltar | 2:4       | Bandera de Andorra     | Andorra     |
| 21/2/2025  | Tiflis           | Liga de Naciones UEFA 2025          | No    | Georgia   | Bandera de Georgia   | 2:1       | Bandera de Andorra     | Andorra     |
| 25/2/2025  | Ta' Qali         | Liga de Naciones UEFA 2025          | No    | Malta     | Bandera de Malta     | 1:0       | Bandera de Andorra     | Andorra     |
| 4/4/2025   | Achna            | Liga de Naciones UEFA 2025          |       | Chipre    | Bandera de Chipre    | 2:2       | Bandera de Andorra     | Andorra     |
| 8/4/2025   | Andorra la Vieja | Liga de Naciones UEFA 2025          | Sí    | Andorra   | Bandera de Andorra   | 2:1       | Bandera de Chipre      | Chipre      |
| 30/5/2025  | Encamp           | Liga de Naciones UEFA 2025          | No    | Andorra   | Bandera de Andorra   | 1:2       | Bandera de Georgia     | Georgia     |
| 3/6/2025   | Encamp           | Liga de Naciones UEFA 2025          |       | Andorra   | Bandera de Andorra   | 0:0       | Bandera de Malta       | Malta       |

### Selección sub-17 femenina
| Fecha     | Ciudad           | Competición                               | Racha | Local               |                                | Resultado |                        | Visitante   |
| --------- | ---------------- | ----------------------------------------- | ----- | ------------------- | ------------------------------ | --------- | ---------------------- | ----------- |
| 2/11/2024 | Telki            | Clasificación para el Europeo sub-17 2025 | No    | Hungría             | Bandera de Hungría             | 8:1       | Bandera de Andorra     | Andorra     |
| 5/11/2024 | Telki            | Clasificación para el Europeo sub-17 2025 | No    | Macedonia del Norte | Bandera de Macedonia del Norte | 2:1       | Bandera de Andorra     | Andorra     |
| 8/11/2024 | Telki            | Clasificación para el Europeo sub-17 2025 | No    | Lituania            | Bandera de Lituania            | 1:0       | Bandera de Andorra     | Andorra     |
| 4/3/2025  | Andorra la Vieja | Clasificación para el Europeo sub-17 2025 |       | Andorra             | Bandera de Andorra             | 0:0       | Bandera de Bielorrusia | Bielorrusia |
| 7/3/2025  | Andorra la Vieja | Clasificación para el Europeo sub-17 2025 | Sí    | Andorra             | Bandera de Andorra             | 1:0       | Bandera de Albania     | Albania     |
| 10/3/2025 | Andorra la Vieja | Clasificación para el Europeo sub-17 2025 | Sí    | Andorra             | Bandera de Andorra             | 1:0       | Bandera de Israel      | Israel      |